# ۱۰۲۸ (میلادی)
۱۰۲۸ (میلادی) هزار و بیست و هشتمین سال تقویم میلادی است.

## درگذشتگان
- ۱۲ نوامبر - کنستانتین هشتم، امپراتور بیزانس

‎